# Aristolochia longiracemosa
Aristolochia longiracemosa là một loài thực vật có hoa trong họ Aristolochiaceae. Loài này được B.Hansen & Phuph. mô tả khoa học đầu tiên năm 1999.